# 은막

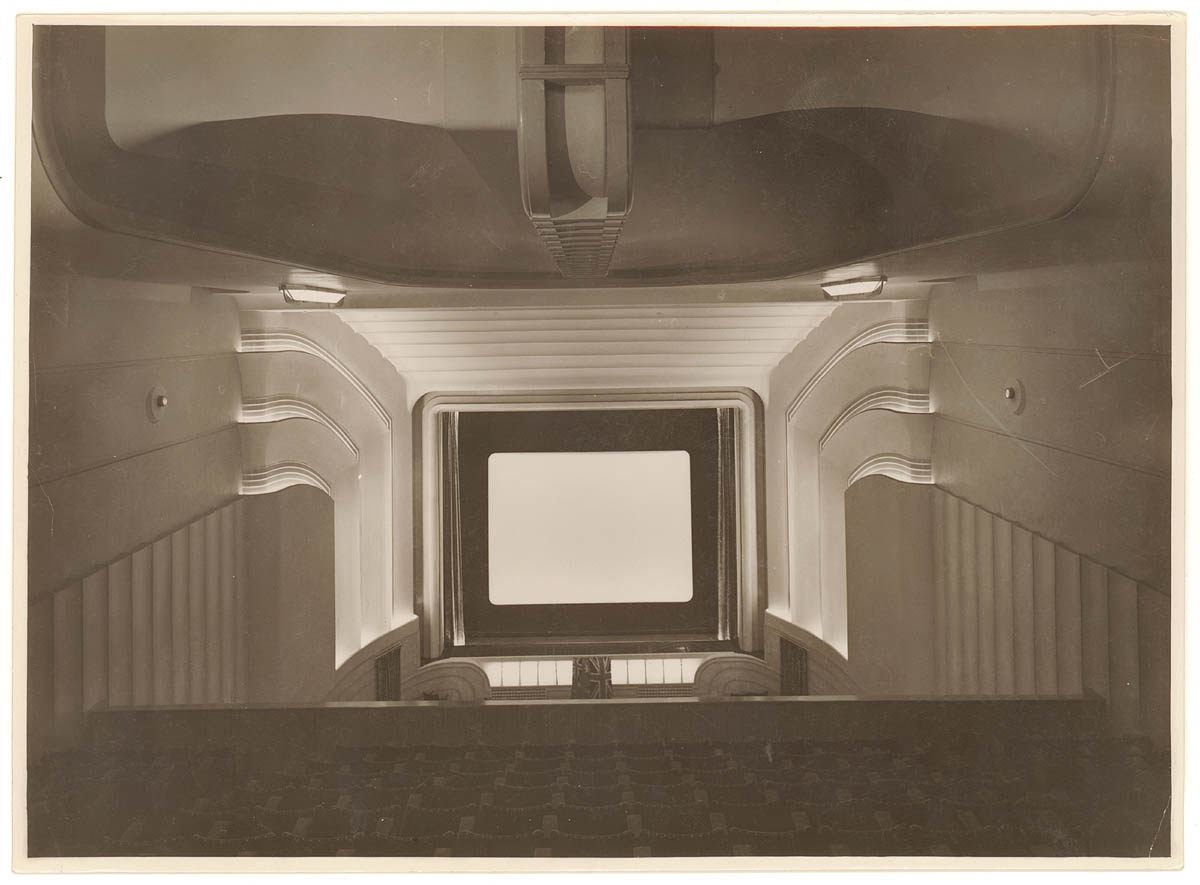

은막(銀幕, silver screen)은 활동사진 산업 초기에 사용된 영사막이다. 반사율을 높이기 위해 실제 은(또는 알루미늄)을 칠했기에 은막이라고 부른다.
은막은 현대의 영사막에 비해 빛을 분산시키는 능력이 부족했기 때문에 시야각이 매우 좁았다. 또한 막 중앙은 빛이 포화되고 반대로 가장자리는 어두워지는데 이것을 "hot-spotting" 현상이라고 한다. 이런 한계가 있었기에 대체물들이 개발되자 은막은 업계에서 빠르게 퇴출되었다.